# Kabinet-Pella
Het kabinet–Pella was de Italiaanse regering van 17 augustus 1953 tot 18 januari 1954. Het kabinet was een rompkabinet en werd gevormd door de politieke partij Democrazia Cristiana (DC) met gedoogsteun van de Liberale Partij van Italië (PLI) en de Nationale Monarchistische Partij (PNM) na het aftreden van het vorige kabinet, waarna minister van het Budget Giuseppe Pella werd benoemd als de nieuwe premier.

## Kabinet–Pella (1953–1954)
| Ambtsbekleder                   | Ambtsbekleder        | Ambtsbekleder                            | Functie                              | Ambtstermijn     | Ambtstermijn    | Partij |
| ------------------------------- | -------------------- | ---------------------------------------- | ------------------------------------ | ---------------- | --------------- | ------ |
|                                 | Giuseppe Pella       | Giuseppe Pella (1902–1981)               | Premier                              | 17 augustus 1953 | 18 januari 1954 | DC     |
| Minister van Buitenlandse Zaken | Giuseppe Pella       | Giuseppe Pella (1902–1981)               |                                      | 17 augustus 1953 | 18 januari 1954 | DC     |
| Minister van het Budget         | Giuseppe Pella       | Giuseppe Pella (1902–1981)               | 24 mei 1948                          |                  | 18 januari 1954 | DC     |
|                                 | Giulio Andreotti     | Giulio Andreotti (1919–2013)             | Secretaris- generaal                 | 31 mei 1947      | 18 januari 1954 | DC     |
|                                 | Amintore Fanfani     | Amintore Fanfani (1908–1999)             | Minister van Binnenlandse Zaken      | 15 juli 1953     | 18 januari 1954 | DC     |
|                                 | Ezio Vanoni          | Ezio Vanoni (1903–1956)                  | Minister van Financiën               | 24 mei 1948      | 18 januari 1954 | DC     |
|                                 | Silvio Gava          | Silvio Gava (1901–1999)                  | Minister van de Schatkist            | 17 augustus 1953 | 31 januari 1956 | DC     |
|                                 | Antonio Azara        | Antonio Azara (1883–1967)                | Minister van Justitie                | 17 augustus 1953 | 18 januari 1954 | DC     |
|                                 | Piero Malvestiti     | Piero Malvestiti (1899–1964)             | Minister van Economische Zaken       | 17 augustus 1953 | 18 januari 1954 | DC     |
|                                 | Paolo Emilio Taviani | Paolo Emilio Taviani (1912–2001)         | Minister van Defensie                | 17 augustus 1953 | 1 juli 1958     | DC     |
|                                 | Leopoldo Rubinacci   | Leopoldo Rubinacci (1903–1969)           | Minister van Arbeid en Sociale Zaken | 25 juli 1951     | 18 januari 1954 | DC     |
|                                 | Antonio Segni        | Antonio Segni (1891–1972)                | Minister van Onderwijs               | 17 augustus 1953 | 18 januari 1954 | DC     |
|                                 | Bernardo Mattarella  | Bernardo Mattarella (1905–1971)          | Minister van Transport               | 17 augustus 1953 | 5 juli 1955     | DC     |
|                                 | Umberto Merlin       | Umberto Merlin (1885–1964)               | Minister van Infrastructuur          | 17 augustus 1953 | 8 februari 1954 | DC     |
|                                 | Rocco Salomone       | Rocco Salomone (1883–1960)               | Minister van Landbouw                | 15 juli 1953     | 18 januari 1954 | DC     |
|                                 | Modesto Panetti      | Modesto Panetti (1875–1957)              | Minister van Communicatie            | 17 augustus 1953 | 18 januari 1954 | DC     |
|                                 | Salvatore Scoca      | Salvatore Scoca (1894–1962)              | Minister voor Publieke Diensten      | 17 augustus 1953 | 18 januari 1954 | DC     |
|                                 |                      | Costantino Bresciani Turroni (1882–1962) | Minister voor Buitenlandse Handel    | 17 augustus 1953 | 18 januari 1954 | DC     |
|                                 | Fernando Tambroni    | Fernando Tambroni (1901–1963)            | Minister voor Koopvaardij            | 17 augustus 1953 | 5 juli 1955     | DC     |
|                                 | Pietro Campilli      | Pietro Campilli (1891–1974)              | Minister voor Zuid-Italië            | 15 juli 1953     | 1 juli 1958     | DC     |

De Gasperi II · De Gasperi III · De Gasperi IV · De Gasperi V · De Gasperi VI · De Gasperi VII · De Gasperi VIII · Pella · Fanfani I · Scelba · Segni I · Zoli · Fanfani II · Segni II · Tambroni · Fanfani III · Fanfani IV · Leone I · Moro I · Moro II · Moro III · Leone II · Rumor I · Rumor II · Rumor III · Colombo · Andreotti I · Andreotti II · Rumor IV · Rumor V · Moro IV · Moro V · Andreotti III · Andreotti IV · Andreotti V · Cossiga I · Cossiga II · Forlani · Spadolini I · Spadolini II · Fanfani V · Craxi I · Craxi II · Fanfani VI · Goria · De Mita · Andreotti VI · Andreotti VII · Amato I · Ciampi · Berlusconi I · Dini · Prodi I · D'Alema I · D'Alema II · Amato II · Berlusconi II · Berlusconi III · Prodi II · Berlusconi IV · Monti · Letta · Renzi · Gentiloni · Conte I · Conte II · Draghi · Meloni